# جان شین
جان شین (انگلیسی: John Cheyne؛ ‏  ۳ فوریه ۱۷۷۷ – ۳۱ ژانویهٔ ۱۸۳۶)  جراح اهل پادشاهی متحد بریتانیای کبیر و ایرلند بود که امروزه نامش به واسطۀ تنفس شین–استوکس در یادها مانده است.
او که پدرش هم جراح بود، در سال ۱۵ سالگی برای تحصیل در رشتهٔ پزشکی به دانشگاه ادینبرو رفت و در ۱۸ سالگی فارغ‌التحصیل شد و بلافاصله به ارتش پیوست و به‌عنوان جراح مشغول به کار شد. او در سال ۱۸۱۴ به عضویت انجمن سلطنتی ادینبرو درآمد و اسناد رشتهٔ پزشکی میدان جنگ شد. وی مؤلف رسالهٔ «آسیب‌شناسی غشای حنجره و نای» در سال ۱۸۰۹ بود.